# Паредиш
Паредиш (порт. Paredes; [pɐ'ɾedɨʃ]) — город в Португалии, центр одноимённого муниципалитета в составе округа Порту. По старому административному делению входил в провинцию Дору-Литорал. Входит в экономико-статистический субрегион Тамега, который входит в Северный регион. Численность населения — 12,7 тыс. жителей (город), 85,4 тыс. жителей (муниципалитет) на 2004 год. Занимает площадь 156,56 км².
Покровителем города считается Иисус Христос (порт. Cristo).

## Расположение
Город расположен в 25 км на восток от адм. центра округа города Порту.
Муниципалитет граничит:
- на севере — муниципалитет Пасуш-ди-Феррейра
- на востоке — муниципалитет Лозада, Пенафиел
- на юго-западе — муниципалитет Гондомар
- на западе — муниципалитет Валонгу

## История
Город основан в 1836 году.

## Население
| Численность населения муниципалитета по годам | Численность населения муниципалитета по годам | Численность населения муниципалитета по годам | Численность населения муниципалитета по годам | Численность населения муниципалитета по годам | Численность населения муниципалитета по годам | Численность населения муниципалитета по годам | Численность населения муниципалитета по годам |
| --------------------------------------------- | --------------------------------------------- | --------------------------------------------- | --------------------------------------------- | --------------------------------------------- | --------------------------------------------- | --------------------------------------------- | --------------------------------------------- |
| 1849                                          | 1900                                          | 1930                                          | 1960                                          | 1981                                          | 1991                                          | 2001                                          | 2004                                          |
| 17 286                                        | 20 911                                        | 26 304                                        | 43 388                                        | 67 693                                        | 72 999                                        | 83 376                                        | 85 428                                        |

## Состав муниципалитета
В муниципалитет входят следующие районы:
1. Агиар-де-Соза
2. Аштромил
3. Балтар
4. Бейре
5. Бештейруш
6. Битарайнш
7. Каштелойнш-де-Сепеда
8. Сете
9. Криштелу
10. Дуаш-Игрежаш
11. Гандра
12. Гондалайнш
13. Лореду
14. Мадалена
15. Мориш
16. Парада-де-Тодейя
17. Ребордоза
18. Рекарей
19. Собрейра
20. Соброза
21. Сан-Салвадор-де-Лорделу
22. Вандома
23. Вила-Кова-де-Карруш
24. Вилела